# 산마리노의 공휴일
산마리노의 공휴일은 다음과 같다.
| 날짜           | 공휴일 이름                           | 비 고                                            |
| -------------- | ------------------------------------- | ------------------------------------------------ |
| 1월 1일        | 새해 첫날                             |                                                  |
| 1월 6일        | 주님 공현 대축일                      |                                                  |
| 2월 5일        | 성녀 아가타 동정 순교자 기념일        |                                                  |
| 3월 25일       | 아렝고                                |                                                  |
| 3~4월 중(이동) | 부활절                                | 춘분 이후 첫 만월 다음의 일요일                  |
| 3~4월 중(이동) | 이스터 먼데이                         | 부활절 다음날                                    |
| 5월 1일        | 노동절                                |                                                  |
| 5~6월 중(이동) | 그리스도의 성체 성혈 대축일           | 성령 강림 대축일로부터 11일 후에 해당하는 목요일 |
| 7월 28일       | 파시즘 해방 기념일                    |                                                  |
| 8월 15일       | 성모 승천 대축일                      |                                                  |
| 9월 3일        | 공화국 기념일                         |                                                  |
| 11월 1일       | 모든 성인 대축일                      |                                                  |
| 11월 2일       | 전사자 추모일                         |                                                  |
| 12월 8일       | 원죄 없이 잉태되신 동정 마리아 대축일 |                                                  |
| 12월 24일      | 크리스마스 이브                       |                                                  |
| 12월 25일      | 크리스마스                            |                                                  |
| 12월 26일      | 성 스테파노 축일                      |                                                  |
| 12월 31일      | 신년전야                              |                                                  |